# Shanpan (sockenhuvudort i Kina, Jiangsu Sheng, lat 32,23, long 118,75)
Shanpan (kinesiska: 山潘街道) är en sockenhuvudort i Kina. Den ligger i provinsen Jiangsu, i den östra delen av landet, omkring 19 kilometer norr om provinshuvudstaden Nanjing. Antalet invånare är 63 259. Befolkningen består av 31 621 kvinnor och 31 638 män. Barn under 15 år utgör 10,0 %, vuxna 15-64 år 76 %, och äldre över 65 år 12,0 %.
Runt Shanpan är det mycket tätbefolkat, med 1 956 invånare per kvadratkilometer. Närmaste större samhälle är Nanjing, 19,2 km söder om Shanpan. Trakten runt Shanpan består till största delen av jordbruksmark.
Genomsnittlig årsnederbörd är 1 291 millimeter. Den regnigaste månaden är juli, med i genomsnitt 289 mm nederbörd, och den torraste är december, med 32 mm nederbörd.